# OpenBTS
OpenBTS (Open Base Transceiver Station) ist eine freie-Software-Implementierung einer Mobilfunk-Basisstation, die den GSM-Standard für volldigitale Mobilfunknetze einsetzt.
OpenBTS ist in C++ geschrieben und wird auch im Quelltext unter den Bedingungen von Version 3 der GNU Affero General Public License (AGPL) verbreitet. Es ist die erste freie Implementierung eines Protokollstapels für das GSM-Protokoll.
Es ist ein Schwesterprojekt von OpenBSC und OsmocomBB, welche von denselben Programmierern entwickelt werden.

## Geschichte
Das Projekt wurde von Harvind Samra und David A. Burgess begonnen. Ein Ziel des Projekts ist, die Kosten zur Bereitstellung von GSM-Infrastruktur im Hinblick auf die Versorgung ländlicher Gegenden und Entwicklungsländer auf unter einen US-Dollar pro Netzwerkteilnehmer und Monat zu drücken. Den ursprünglichen Entwicklern steht ein lizenziertes Testfrequenzspektrum zur Verfügung, nachdem sie früher bei ähnlichen Arbeiten rechtliche Auseinandersetzungen hatten.
Bei einem ersten erfolgreichen Probeeinsatz beim Burning-Man-Festival im August 2008 wurden im Laufe einer Woche etwa 120 Anrufe zu 95 nordamerikanischen Anschlüssen vermittelt.
2010 wurde auf der Insel Niue erstmals ein dauerhaftes GSM-Netz auf Basis von OpenBTS eingerichtet. Niue ist ein kleines Land mit einer Bevölkerung von etwa 1700 Einwohnern, wo bisher der Aufbau eines Mobilfunknetzes mit herkömmlichen GSM-Basisstationen kommerziell nicht lukrativ genug war.

## Funktionsweise
Eine einfache OpenBTS-Installation besteht aus mehreren Softwarepaketen: für das Mobilfunkprotokoll einschließlich GPRS, für SMS-Versand, Teilnehmerauthentifizierung und Anrufvermittlung. Letzteres übernimmt ein übliches VoIP-System wie zum Beispiel Asterisk. All diese Pakete laufen problemlos parallel auf einem handelsüblichen (auch älteren) PC oder Laptop. Der Hochfrequenzteil ist üblicherweise ein software defined radio, angebunden per USB oder Ethernet. So kann mit geringem Aufwand bereits eine vollständig funktionierende Mobilfunkzelle betrieben werden, die in der Lage ist, mehrere Teilnehmer in einem Umkreis von einigen hundert Metern mit grundlegenden GSM-Mobilfunkdiensten (Sprache, SMS, Datenübertragung) zu versorgen. Das System kann mit Verstärkern und größeren Antennen ähnliche Performance wie eine kommerzielle Mobilfunkzelle erreichen, auch handover und Anbindung an ein öffentliches Telefonnetz sind realisierbar. Dabei erlaubt die als Schnittstelle eingesetzte handelsübliche VoIP-Technologie flexible Vernetzung mit seit langer Zeit bekannten und bewährten Mitteln.